# 维拉波马
维拉波马（義大利語：Villa Poma），曾是意大利曼托瓦省的一个市镇。总面积14平方公里，人口2053人，人口密度146.6人/平方公里（2009年）。国家统计（ISTAT）代码为020067。
2018年1月1日，维拉波马、皮耶韦-迪科里亚诺及雷韦雷三个市镇合并为新的市镇曼托瓦诺镇。维拉波马从而成为曼托瓦诺镇的一个分区。